# Zespół Domów Wypoczynkowo-Szkoleniowych Hutniczego Przedsiębiorstwa Remontowego w Porąbce
Zespół Domów Wypoczynkowo Szkoleniowych HPR Porąbka-Kozubnik – były ośrodek Hutniczego Przedsiębiorstwa Remontowego w Katowicach.
Znajdował się w Porąbce (przysiółek Kozubnik) w Beskidzie Małym na obszarze o powierzchni 7,5 ha. Był ośrodkiem samowystarczalnym, posiadał własne ujęcie wody, oczyszczalnię ścieków i awaryjny system zasilania, zasilany dwoma czołgowymi silnikami o mocy 400 kW, własną stację benzynową. Ośrodek zatrudniał stały personel medyczny: lekarza internistę, lekarza stomatologa, specjalistę ds. rehabilitacji, pielęgniarki, zapewniając w ten sposób pełną ochronę medyczną. Do dyspozycji była także karetka pogotowia.

## Położenie
Kompleks ośrodka usytuowany jest w dolinie potoku Mała Puszcza, z trzech stron otoczony jest masywem górskim Kiczory, Żarem i Kozubnikiem. Znajduje się przy ulicy Mała Puszcza. Do ośrodka prowadzi wąska, górska dróżka, na której dawniej znajdowała się sygnalizacja świetlna, co na tamte czasy było nowością.

## Historia

### Czasy rozkwitu
Budowę ośrodka rozpoczęto w 1968 od wyrównania gruntu. W ciągu dwóch lat powstała większość obiektów Zespołu Domów. Odwiedzany był głównie przez pracowników Hutniczego Przedsiębiorstwa Remontowego, zatrudniającego łącznie 18 tysięcy osób, jak i pracowników innych przedsiębiorstw, które współpracowały z HPR: Huty im. Lenina w Krakowie, Huty Stalowa Wola czy Huty Kościuszko w Chorzowie. Gośćmi luksusowych apartamentów byli głównie partyjni dygnitarze. Bywał tam również syn Leonida Breżniewa. Jako że ośrodek posiadał obszerne sale konferencyjne, to organizowane były tutaj także obrady komisji RWPG do spraw hutnictwa. W roku 1987 odwiedzony był przez 31 387 osób na okres dłuższy niż 24 godziny. W ośrodku gościli także obywatele krajów "kapitalistycznych".

### Czasy upadku

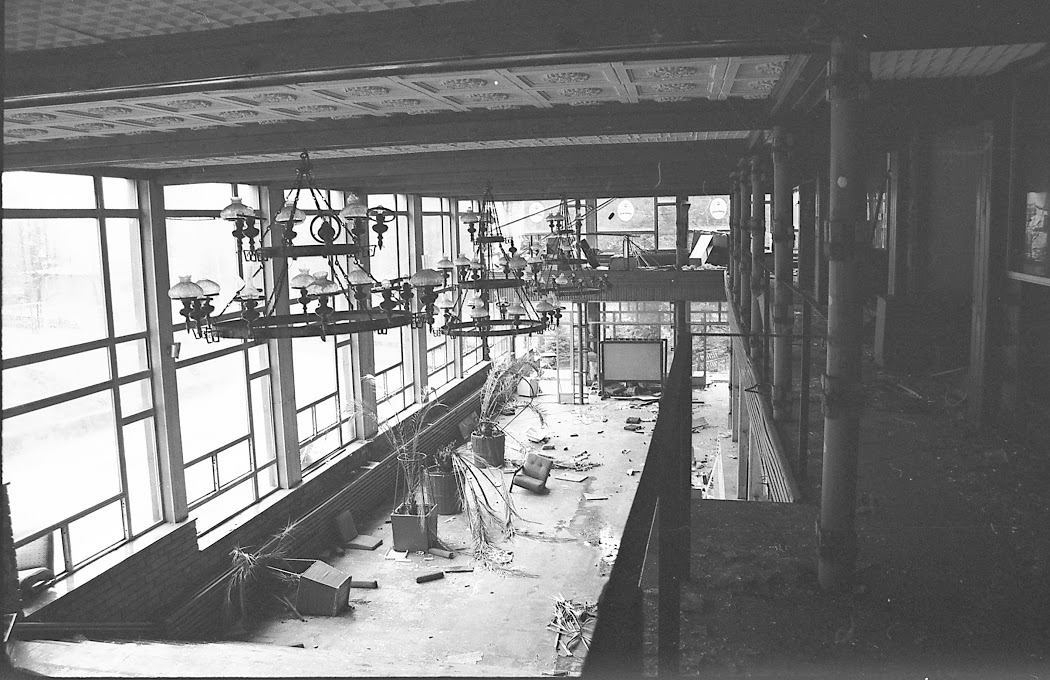
Hol główny DW Kiczora na początku dewastacji

Czasy jego świetności skończyły się wraz z upadkiem PRL-u. Spółka, należąca do dwóch braci przybyłych z USA do Polski, która kupiła ośrodek, szybko popadła w ogromne długi.
W 1996 roku sąd ogłosił upadłość firmy. Turyści przestali odwiedzać ośrodek z powodu zaprzestania dotowania wczasów pracowniczych, a także z braku wkładu nowego właściciela w remonty. Dzisiaj, niegdyś okazały, o wysokim standardzie kurort jest opuszczony. Wartościowe przedmioty i urządzenia zostały rozszabrowane. Obecnie ośrodek jest wykorzystywany przez paintballowców i ludzi zwiedzających jego ruiny.

### Plany reaktywacji
W latach 2013–2014 firma Sawa Apartments planowała rewitalizację istniejących i budowę zupełnie nowych budynków. W pierwszej kolejności zmodernizowane miały być budynki Kiczora i Daglezja, w których powstałoby łącznie ponad 80 apartamentów typu condohotel. Następnie deweloper przewidywał wybudowanie w Kozubniku hotelu na 200 pokoi wraz z aquaparkiem,  spa i restauracją. Prace ruszyły jednak dopiero w 2016 roku, a cały pierwszy etap tej inwestycji, w którym powstanie łącznie 96 apartamentów w trzech budynkach, miał dobiec  końca w czwartym kwartale 2017 roku.

## Baza hotelarska

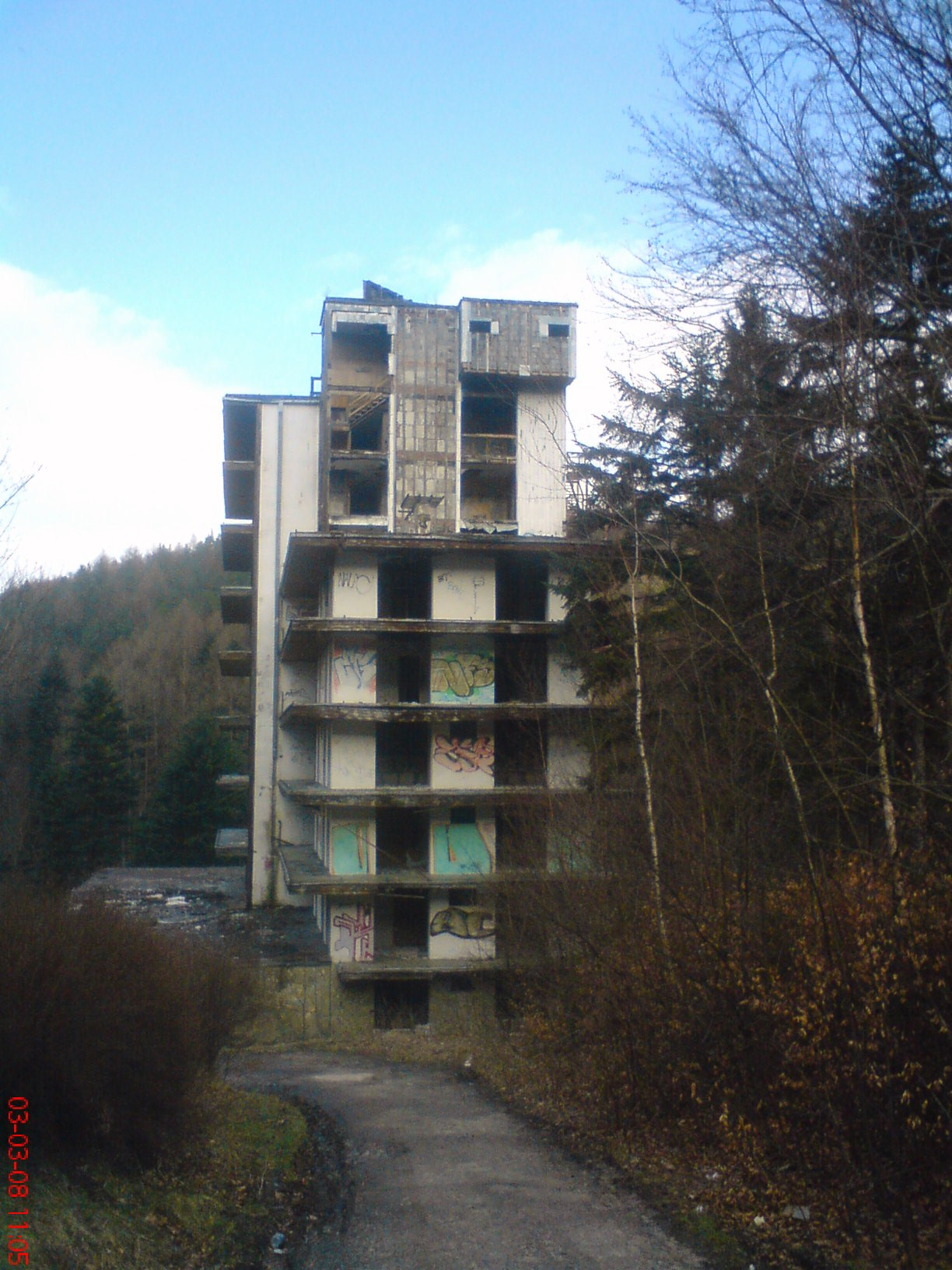
Ruiny budynku "Kiczora"

- Kiczora – kiedyś widniał na nim napis Hotel pod Kiczorą - najwyższy budynek ośrodka
- Daglezja - recepcja ośrodka
- Kamieniołom,
- Modrzew,
- Świerk,
- Sosna,
- Szarotka,
- Stokrotka,
- Szczerbina - obecnie jako Ania
- Pierwiosnek,
- Krokus,
- Kaskada,
- Jodła - obecnie zburzona
- Limba,
- Góralka - obecnie zburzona
- Stodoła - obecnie jako Szałas

### Atrakcje turystyczne
- Kompleks trzech krytych basenów:
  - basen o głębokości 4,5 m do skoków z trampoliny,

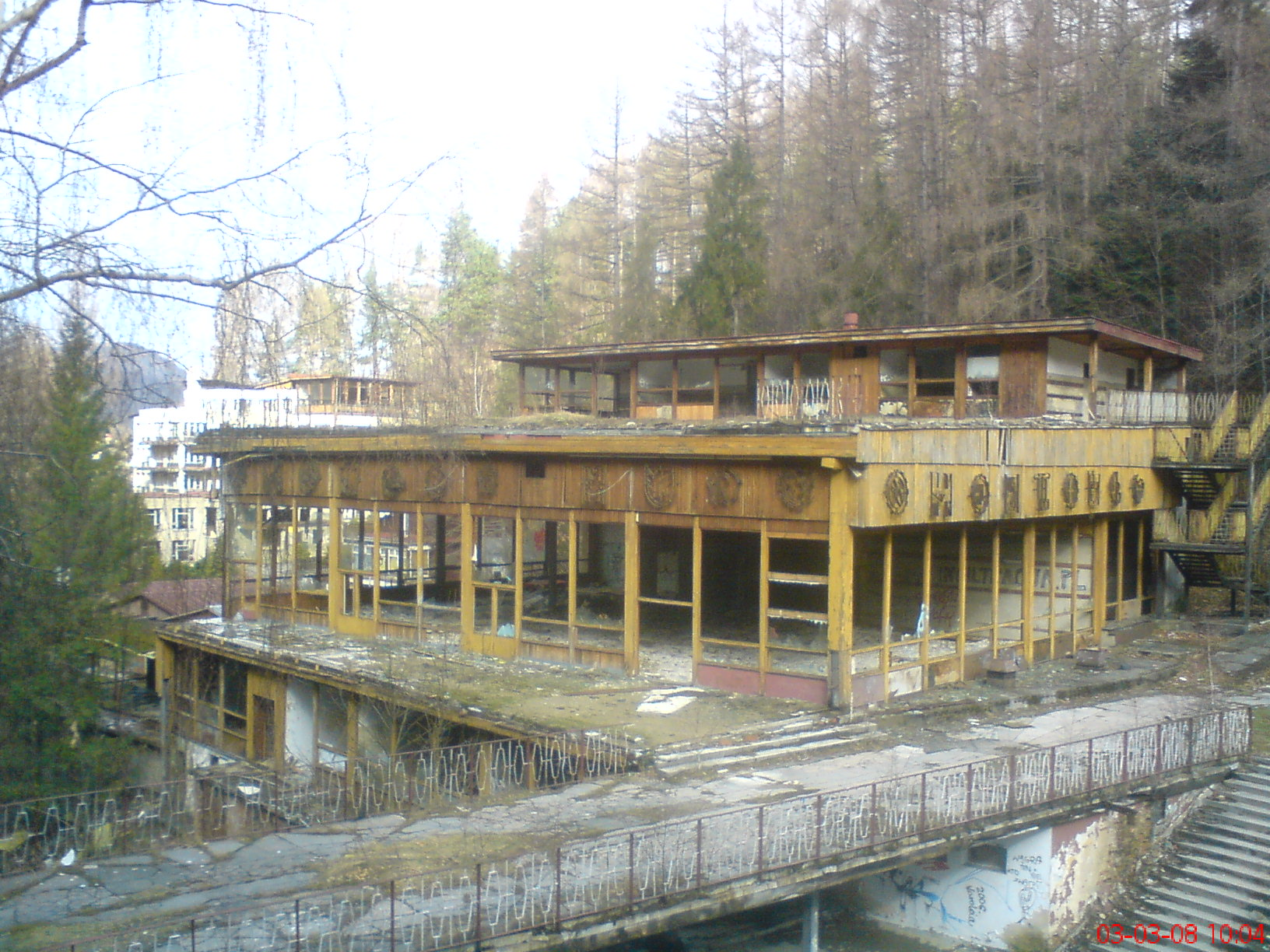
Ruiny restauracji

  - basen pływacki,
  - brodzik,
- sauna,
- odnowa biologiczna,
- rehabilitacja zdrowotna,
- solarium,
- salon fryzjerski,
- korty tenisowe,
- wyciąg narciarski,
- boisko do siatkówki,
- kręgielnia,
- bilard,
- salon gier.

### Sale konferencyjne i restauracje
- Sale konferencyjne:
  - dla konferencji krajowych i międzynarodowych na 150 miejsc,
  - sala obrad,
- stołówka na 250 miejsc,
- sala kinowa,
- sala telewizyjna,
- nocny klub "Piekiełko",
- dyskoteka,
- amfiteatr,
- pijalnia piwa,
- liczne kawiarnie i bufety.